# Seznam prefektů Kongregace pro východní církve
Toto je seznam prefektů Kongregace pro východní církve.

1.Benedikt XV. (1917–1922)
2.Pius XI.(1922–1939)
3.Pius XII.(1939–1958)
4.Jan XXIII.(1958–1963)
5.Pavel VI.(1963–1967)
6.Gustavo Testa(1967–1968)
7.Maximilien de Fürstenberg(1968–1973)
8.Paul-Pierre Philippe(1973–1980)
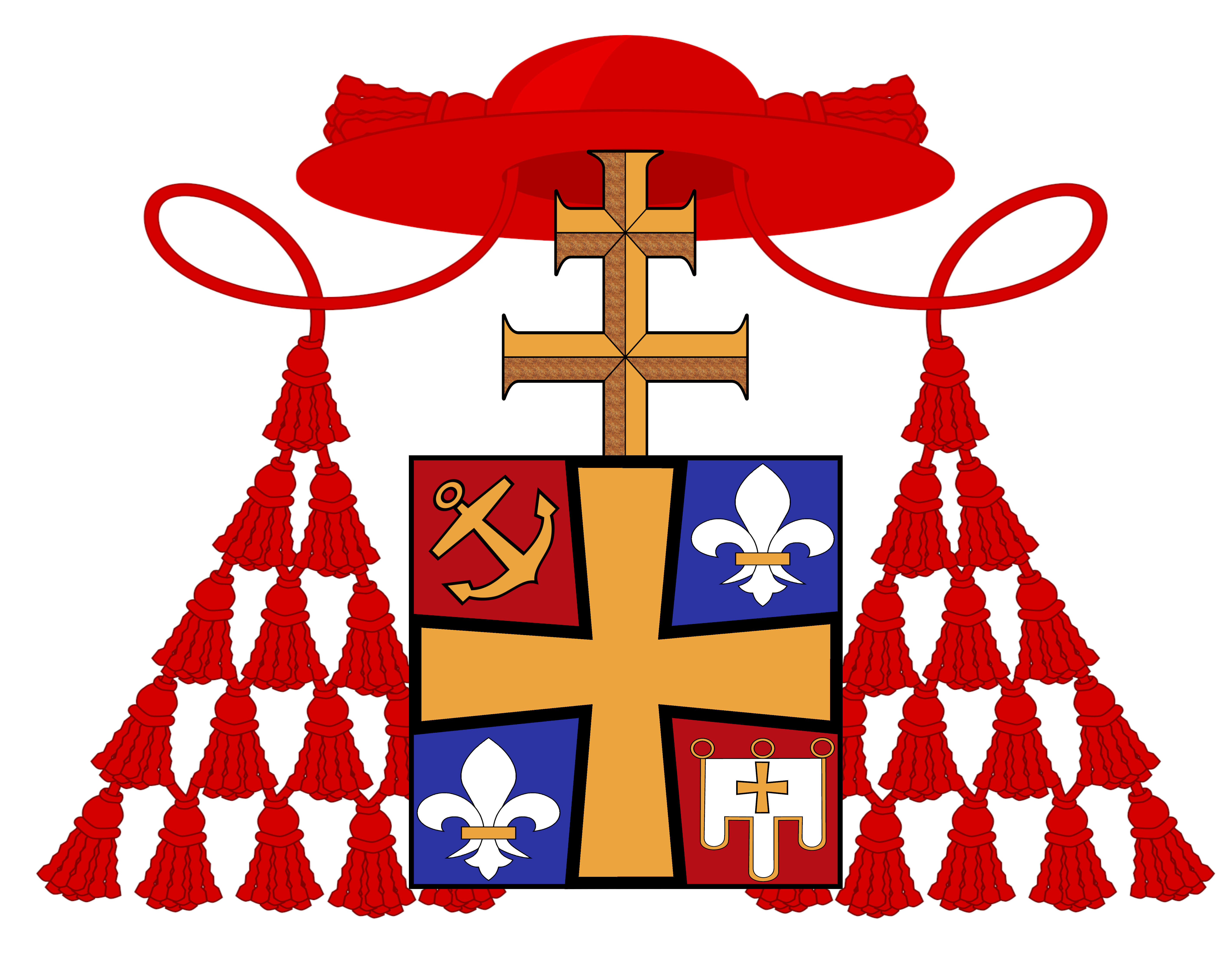
9.Władysław Rubin(1980–1985)
10.Duraisamy Simon Lourdusamy(1985–1991)
11.Achille Silvestrini(1991–2000)
13.Leonardo Sandri(2007–2022)
14.Claudio Gugerotti(od 2022)